# Rosablanche
La Rosablanche, culminant à 3 335 mètres d'altitude, est un sommet des Alpes valaisannes en Suisse.

## Géographie
La Rosablanche domine le val de Nendaz au nord, le val d'Hérémence avec le lac des Dix à l'est et le val de Bagnes à la hauteur de Fionnay à l'ouest.
Elle est entourée par plusieurs glaciers : le glacier de Prafleuri au nord-est, le Grand Désert au nord-ouest et le glacier de Mourti au sud-est.

## Histoire
Dans le passé, le sommet de la Rosablanche a été utilisé comme point fixe du réseau suisse de triangulation permettant avec les autres points (comme les dents du Midi et la pointe Dufour) de constituer une base précise pour l’élaboration des cartes de la Suisse. En 1888, le topographe Max Rosenmund établit ce point à son sommet. La position et l’altitude des différents points fixes étaient calculées par évaluations triangulaires et mesures angulaires.
Sur la base de nouvelles mesures en septembre 1914, une équipe du Service topographique (aujourd’hui Swisstopo) se rend compte que le point de triangulation sur la Rosablanche s’était déplacé de près de 3,5 m. Vers 1920, le géologue Émile Argand trouve l'explication à ce phénomène : le glacier de Prafleuri qui recouvre le sommet de la Rosablanche a fondu rapidement au début du XXe siècle. Le sommet s'est ainsi déplacé et il a été décidé de le remplacer par la Ruinette comme point de triangulation.

## Ski-alpinisme
Proche de Verbier, la Rosablanche est un sommet très populaire en ski de randonnée. Elle se trouve notamment sur le parcours de la Haute Route Chamonix-Zermatt. Elle constitue également l'une des étapes de la Patrouille des Glaciers.

## Accès
- Cabane du Mont-Fort (2 459 m), facilement accessible par les remontées mécaniques.
- Cabane de Prafleuri (2 657 m).